# Homonota fasciata
Homonota fasciata är en ödleart som beskrevs av  Duméril och BIBRON 1836. Homonota fasciata ingår i släktet Homonota och familjen geckoödlor. IUCN kategoriserar arten globalt som livskraftig. Inga underarter finns listade i Catalogue of Life.